# Agapanthus
Agapanthus L'Hér. é o único género da subfamília Agapanthoideae da família de plantas com flor Amaryllidaceae, pertencente à ordem monocotiledónea Asparagales. Inclui genericamente os chamados agapantos, também conhecidos como lírios-do-nilo. Originária da África do Sul, encontra-se disseminda por todo o mundo, resultado das belas flores que florescem entre maio e junho.

## Etimologia
O substantivo «Agapanto» provém da junção dos étimos gregos «agápe» (amor) e «ánthos» (flor). Agapanto significa, portanto, «flor do amor».

## Espécies
Zonneveld & Duncan (2003) dividiram o género Agapanthus em 6 espécies (A. africanus, A. campanulatus, A. caulescens, A. coddii, A. inapertus, A. praecox). Literatura posterior reconheceu 4 espécies adicionais (A. comptonii, A. dyeri, A. nutans, A. walshii), mas foram consideradas posteriormente como subespécies por Zonneveld & Duncan. Todas as espécies reconhecidas por Leighton ou por Zonneveld & Duncan são listadas abaixo (incluindo A. orientalis):
- Agapanthus africanus (syn. A. umbellatus)
- Agapanthus campanulatus
- Agapanthus caulescens
- Agapanthus coddii
- Agapanthus comptonii
- Agapanthus dyeri
- Agapanthus inapertus
- Agapanthus nutans
- Agapanthus orientalis
- Agapanthus praecox
- Agapanthus walshii